# لویی ژان دسپرز
لویی ژان دسپرز (انگلیسی: Louis Jean Desprez; ۱ مهٔ ۱۷۴۳ – ۱۹ مارس ۱۸۰۴) نقاش، و معمار اهل فرانسه بود.
وی همچنین برندهٔ جوایزی همچون جایزه بزرگ رم شده‌است.